# 阿爾布雷希特·杜勒之家

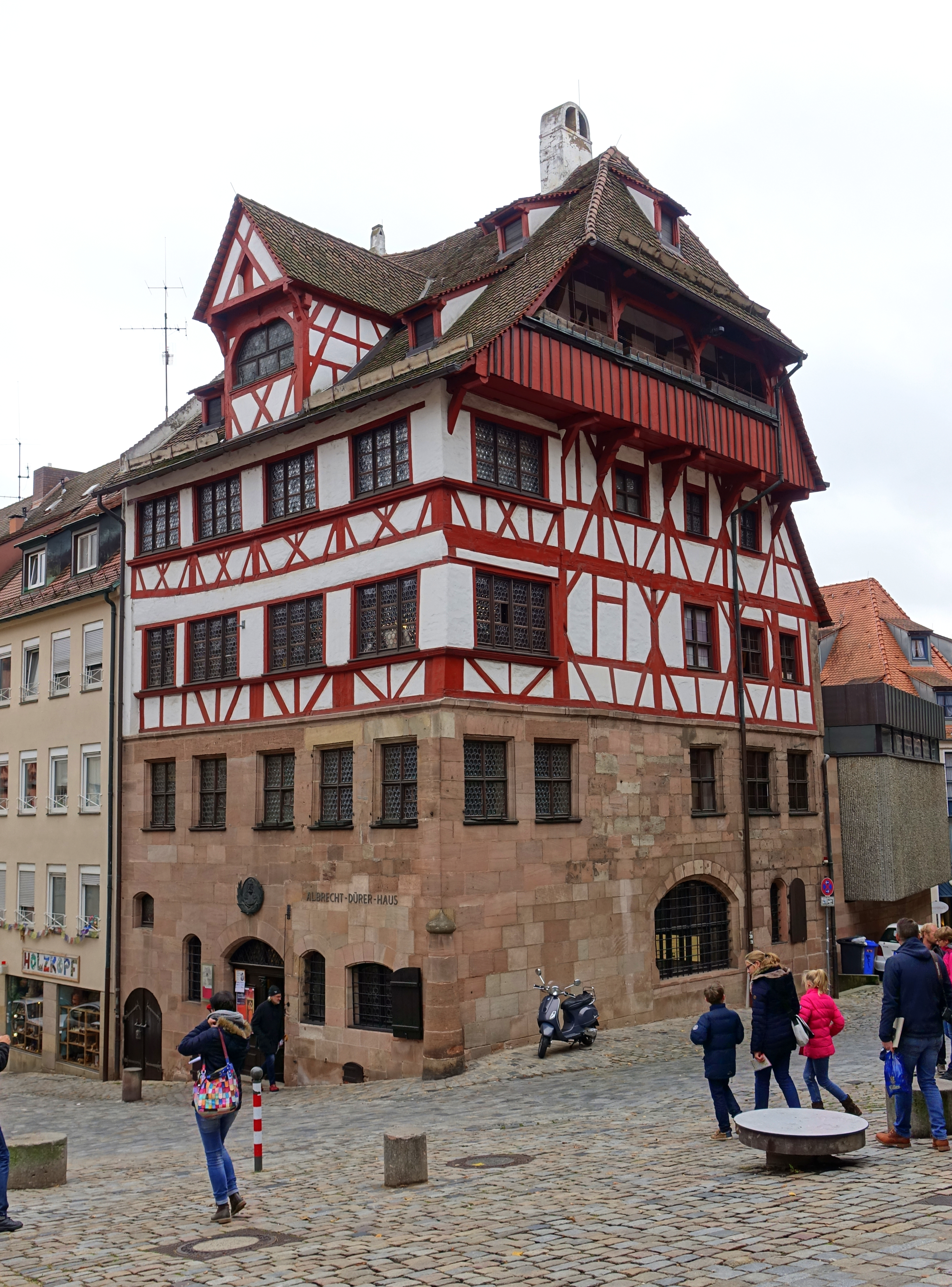
阿爾布雷希特·杜勒之家

阿爾布雷希特·杜勒之家（德語：Albrecht-Dürer-Haus）是位於德國城市紐倫堡的一座建築，也是德國文藝復興時期藝術家阿爾布雷希特·杜勒在1509年至1528年期間的家。

## 历史
自1871年以來，這座建築被改為博物館。1945年10月，建築遭到盟軍空襲嚴重損壞。1949年時重修。1971年時博物館重新開幕。

## 外部連結
- 维基共享资源上的相關多媒體資源：Albrecht Dürer's House
- Official site

49°27′26″N 11°04′26″E / 49.45722°N 11.07389°E